# Aphanodactylidae
Famille
Les Aphanodactylidae sont une famille de crabes. 
Ils sont symbiotiques de polychètes.

## Liste des genres
- Aphanodactylus Tesch, 1918
- Gandoa Kammerer, 2006
- Gustavus Ahyong & Ng, 2009
- Uruma Naruse, Fujita & Ng, 2009

## Référence
- Ahyong & Ng, 2009 : Aphanodactylidae, a new family of thoracotreme crabs (Crustacea: Brachyura) symbiotic with polychaete worms. Zootaxa, n. 2289, p. 33–47 (texte original).